# Thymophylla
Thymophylla là một chi thực vật có hoa trong họ Cúc (Asteraceae).

## Loài
Chi Thymophylla gồm các loài: